# Camptoptera grangeri
Camptoptera grangeri är en stekelart som först beskrevs av Soyka 1961.  Camptoptera grangeri ingår i släktet Camptoptera och familjen dvärgsteklar. Inga underarter finns listade.